# Julen Lopetegui Argote
Julen Lopetegui Agote (Asteasu, Guipúscoa, 28 d'agost de 1966), també conegut com a Julen Lopetegui o Julen Lopetegi, és un exfutbolista i actualment entrenador de futbol basc. Va ser internacional amb la selecció espanyola. Actualment dirigeix el West Ham.

## Carrera com a jugador
Lopetegui es va formar com a porter al planter de la Reial Societat. Va arribar a jugar en el filial de Segona Divisió B dels donostiarres, però no a debutar en el primer equip. A mitjan dècada dels 80, Lopetegi tenia el pas barrat a la primera plantilla de la Reial Societat per un grapat de bons porters com eren Luis Miguel Arconada, José Luis González Vázquez i Agustín de Carlos Elduayen.
El 1985 va ser fitxat pel Reial Madrid per a ser integrat en el seu equip filial, el Castella CF. Va jugar en aquest club fins a 1988 quan va ser cedit a la UD Las Palmas per una temporada. Finalment, el 1989 arriba a la primera plantilla del Reial Madrid.
En les seves dues temporades amb el Reial Madrid va ser el tercer porter de l'equip sense gaire oportunitats, encara que va arribar a debutar en Lliga amb el Reial Madrid en un derbi amb l'Atlético a l'estadi Vicente Calderón (3-3) en la penúltima jornada de la temporada 1989-90. Sense oportunitats en l'equip madridista i després de passar una temporada en blanc, Lopetegi fitxa el 1991 pel modest Club Deportivo Logroñés.
A Logronyo, Lopetegi va viure els seus millors anys com futbolista. Tot i trobar-se en un dels equips més modests de la primera divisió o potser per això, la labor de Lopetegi va destacar de forma enorme. Va ser titular indiscutible durant 3 temporades i encara que va encaixar bastants gols, va evitar-ne molts més; tot passant a ser considerat com un dels millors i més espectaculars porters d'Espanya. Lopetegi va jugar 108 partits en Primera divisió amb el Logroñés.
El 23 de març de 1994 va ser cridat per a debutar en un partit amistós de la selecció espanyola contra Croàcia, convertint-se en el primer internacional espanyol a ser convocat mentre militava en el Logroñés. També va ser convocat per a la disputa del Mundial de futbol Estats Units 1994, encara que no va arribar a disputar un sol minut en aquest torneig.
Les seves grans actuacions amb el Logroñés li valen ser fitxat el 1994 pel Futbol Club Barcelona. No obstant això va començar amb mal peu en el Barça; a l'inici de la temporada 1994-95 va cometre una espectacular fallada en la final de la Supercopa davant el Reial Saragossa. Això no va suposar la pèrdua del trofeu, però sí que va posar en dubte la qualitat de Lopetegi. Finalment Carles Busquets, suplent de Zubizarreta en les temporades anteriors, va arrabassar el lloc al basc. Lopetegi va jugar molt poc en la seva etapa barcelonista (tot just 5 partits de Lliga en 3 temporades) i l'arribada de Vítor Baía en la temporada 1996-97 el va relegar de nou al lloc de tercer porter de l'equip que havia conegut en la seva etapa madridista.
El 1997 abandona el Futbol Club Barcelona per la porta de darrere i després d'haver perdut part del prestigi que va obtenir en el Logroñés, fitxa pel Rayo Vallecano de la segona divisió. En Vallecas torna a tenir minuts i ascendeix el 1999 a la primera divisió. Les seves 3 temporades en Primera divisió amb el Rayo, fins a 2002, queden a l'ombra de Kasey Keller i Imanol Etxeberria, que serien els porters titulars, però almenys gaudeix de minuts i juga 36 partits de Lliga en aquests 3 anys. En finalitzar la temporada 2001-02 penja les botes.

### Selecció
Lopetegui va disputar 3 partits amistosos amb la selecció d'Euskadi.
Va ser internacional amb la selecció espanyola en una ocasió. Va ser en un partit amistós de preparació del Mundial 1994 que Espanya va disputar a Croàcia al març de 1994 i que Espanya va perdre per 0-2. Lopetegui va jugar uns minuts en substitució de Zubizarreta.

### Palmarès com a jugador
| Títol               | Club         | Any  |
| ------------------- | ------------ | ---- |
| Supercopa espanyola | Reial Madrid | 1990 |
| Lliga               | Reial Madrid | 1990 |
| Supercopa espanyola | FC Barcelona | 1994 |
| Supercopa espanyola | FC Barcelona | 1996 |
| Copa del Rei        | FC Barcelona | 1997 |
| Recopa d'Europa     | FC Barcelona | 1997 |

## Carrera com a entrenador
Després de deixar de ser jugador va passar a ser tècnic del Rayo Vallecano, i va ocupar el càrrec d'entrenador de l'equip durant la temporada 2003-04 (amb l'equip descendit a Segona divisió). Lopetegi va ser destituït abans d'acabar la temporada i els vallecans van descendir a Segona divisió B. Lopetegi va tornar a primera plana mediàtica quan va ser fitxat pel canal de televisió La Sexta com a comentarista tècnic de cara al Mundial de futbol d'Alemanya 2006. En el seu debut com a presentador va sofrir un esvaïment en directe i va caure rodó a terra. Aquest fet va ser molt comentat a Espanya i ha donat lloc fins i tot a campanyes publicitàries.
El 2006 passa a ser el màxim responsable dels cercadors de futbolistes internacionals del Reial Madrid. El juny de 2008 fitxa com a entrenador del Reial Madrid Castella per dues temporades substituint Juan Carlos Mandiá.
Entre 2010 i 2014, Lopetegui va treballar amb els equips inferiors de la selecció espanyola, i hi va guanyar el Campionat d'Europa de la UEFA Sub-19 2012 i el Campionat d'Europa de la UEFA Sub-21 2013. Va deixar la Federació Espanyola el 30 d'abril de 2014, quan va acabar el seu contracte.

### Porto
Lopetegui va tornar a fer d'entrenador de club el 6 de maig de 2014, a l'FC Porto portuguès. Aquell estiu, va fitxar set jugadors espanyols pel club.
La seva primera temporada a l'Estádio do Dragão, la 2014–15, amb el pressupost més gran de la història del club, Lopetegui va arribar a quarts de final de la Lliga de Campions de la UEFA, on van igualar la derrota històrica més gran del club en competició europea en perdre 6–1 contra l'FC Bayern de Múnic (s'havia perdut pel mateix resultat contra l'AEK Athens FC el 1978). No va aconseguir cap trofeu, contribuint així a la major sequera durant la presidència de Jorge Nuno Pinto da Costa.
El 8 de gener de 2016, després d'una derrota a casa per 1–3 contra el C.S. Marítimo a la Taça da Liga, i quan el Porto ja havia estat eliminat de la Champions League i anava tercer a la lliga, fou destituït, i substituït per Rui Barros. Una setmana després el club va anunciar que havia rescindit el contracte unilateralment.

### Selecció espanyola i Reial Madrid
El 21 de juliol de 2016, després que se l'hagués vinculat amb el Wolverhampton Wanderers FC, que tenia nous propietaris, Lopetegui va ser nomenat nou entrenador de la selecció espanyola, després de la retirada de Vicente del Bosque. En el seu primer partit, l'1 de setembre, va obtenir la victòria per 2–0 en un amistós contra Bèlgica a l'estadi Rei Balduí; es va classificar pel Mundial 2018, guanyant nou partits i empatant-ne un al seu grup de classificació.
El 12 de juny de 2018, amb l'equip ja a Rússia per disputar el mundial, es va anunciar que Lopetegui seria el proper entrenador del Reial Madrid, amb un contracte per tres anys, després que acabés el mundial. L'endemà, fou destituït del seu càrrec a la selecció, i substituït per Fernando Hierro.
El primer partit de Lopetegui amb el Madrid fou el 15 d'agost de 2018, una derrota per 2–4 en el temps afegit contra l'Atlético de Madrid en disputa de la Supercopa d'Europa de la UEFA. Després d'una sèrie de mals resultats, i finalment, una derrota per 5–1 contra el Barça el 28 d'octubre, fou cessat un dia després i substituït interinament per Santiago Solari.

### Palmarès com a entrenador
Sevilla
- Lliga Europa de la UEFA: 2019–20[25]

Espanya sub-19
- Campionat d'Europa de Futbol sub-19 de la UEFA: 2012[2]

Espanya sub-21
- Campionat d'Europa de Futbol sub-21 de la UEFA: 2013[3]